# سایمون والاس
سایمون والاس (انگلیسی: Simon Wallace؛ زادهٔ ۱۹۵۷ میلادی ) موسیقی‌دان، آهنگساز و نوازنده پیانو اهل بریتانیا است.
از فیلم‌ها یا مجموعه‌های تلویزیونی که وی در آن‌ها نقش داشته‌است، می‌توان به وحشتناک‌ترین قتل اشاره نمود.